# Сабах аль-Халид ас-Сабах
Сабах аль-Халид ас-Сабах (араб. الشيخ صباح الخالد الحمد الصباح‎; род. 3 марта 1953, Эль-Кувейт) — кувейтский принц, дипломат и политик, министр иностранных дел (2011—2019) и премьер-министр (2019—2022). С 2006 по 2019 год он занимал различные государственные посты. С 1 июня 2024 года наследный принц Кувейта.

## Биография

### Ранние годы и образование
Родился 3 марта 1953 года в семье Халида ибн Хамада ас-Сабах и его жены Музы бинт Ахмеда ас-Сабах, дочери эмира Кувейта Ахмеда аль-Джабера ас-Сабаха.
Он брат Мохаммада Аль Халида Аль Сабаха, заместителя премьер-министра и министра внутренних дел Кувейта. Другой его брат Ахмад Аль Халид Аль Сабах — бывший заместитель премьер-министра и министр обороны.
В 1977 году Сабах закончил Кувейтский университет, получив степень бакалавра политических наук.

### Карьера
После окончания образования поступил работать в министерство иностранных дел, где проработал на различных должностях до 1995 года, включая также работу в ООН в качестве представителя Кувейта с 1983 по 1989 годы.
В 1995 году Сабах стал послом Кувейта в Саудовской Аравии, которым проработал до 1998 года.
С 1998 по 2006 годы Сабах был начальником службы национальной безопасности.
С июля 2006 по октябрь 2007 года был министром социальных дел и труда, после чего стал министром информации, которым был до декабря 2011 года. В этот период он также был исполняющим обязанности министра иностранных дел. В феврале 2010 года он был назначен членом Высшего нефтяного совета.
22 октября 2011 года был назначен министром иностранных дел и заместителем премьер-министра, пока в результате перестановок, произошедших в декабре 2011 года не получил новую должность государственного министра по делам кабинета министров, оставаясь в этой должности до августа 2013 года. Позже этот пост занял Мохаммад Абдулла Аль Мубарак Аль Сабах.
4 августа 2013 года Сабах был назначен первым заместителем премьер-министра в дополнение к своему посту министра иностранных дел.
В ноябре 2019 года эмир Сабах аль-Ахмед ас-Сабах назначил его новым премьер-министром. В этой должности он был до июля 2022 года, пока в апреле того же года не подал в отставку, оставшись временным министром по просьбе эмира Навафа аль-Ахмеда.
1 июня 2024 года эмир Кувейта Мишааль издал указ о назначении Сабаха наследным принцем.

## Семья
Женат на Аиде Салим Аль Али Аль Сабах, имеет двоих детей.